# Brage Sandmoen
Brage Sandmoen (Kjelsås, 22 marzo 1967) è un ex arbitro di calcio norvegese.

## Carriera
Sandmoen ha arbitrato 96 incontri validi per la Tippeligaen, oltre a 8 partite valide per le coppe europee UEFA. Fu l'arbitro della finale di Coppa di Norvegia 2005.